# Guillaume de Lorris
Guillaume de Lorris (ur. ok. 1205, zm. po 1240) – francuski poeta epoki średniowiecza, twórca utworu Opowieść o Róży, którego tematyką jest idealna miłość dworska. 

## Życiorys
Guillaume de Lorris jest autorem 4068 wersetów alegorycznej opowieści przedstawiającej ideał miłości dwornej znanej jako Opowieść o Róży (fr. Le Roman de la Rose). Utwór, który zaczął pisać prawdopodobnie około 1230 roku, skierowany był głównie dla dworskiej publiczności. Poemat dokończył Jean de Meun około 1280 roku. 

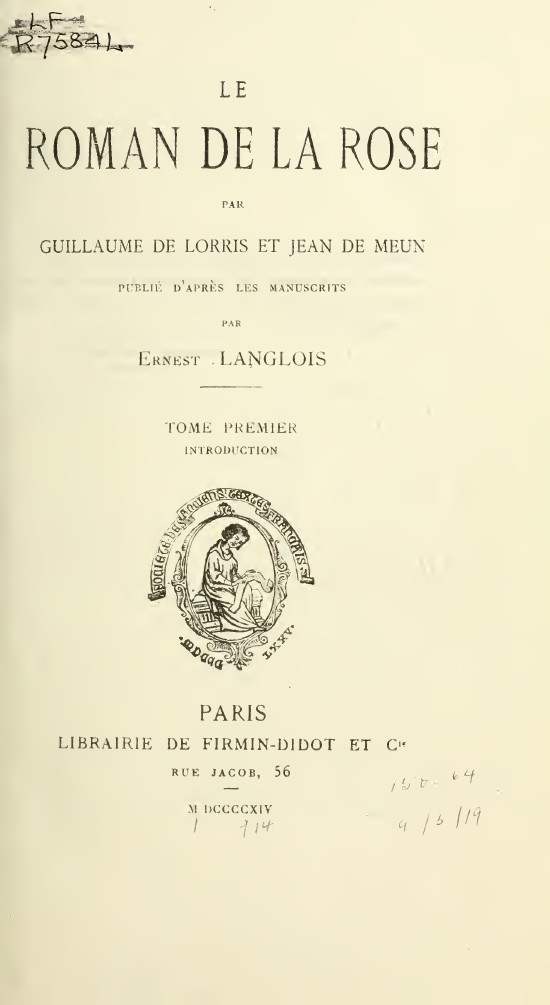
Le Roman de la Rose, wydanie z 1914

Pochodził prawdopodobnie z Lorris, małego miasteczka na wschód od Orleanu. Dokładny rok jego urodzenia jest nieznany, a rok jego śmierci można wywnioskować jedynie z części wierszy zapisanych przez Jeana de Meuna. Meun napisał, że urodził się w chwili śmierci Guillaume'a, ale nie wskazał konkretnej daty (ok. 1225-1240), i że pracował nad wierszem około czterdziestu lat po śmierci Guillaume'a. Ernest Langlois, francuski mediewista, proponuje okres 1225–1240 jako okres śmierci Guillaume zaś Félix Lecoy, profesor literatury średniowiecza, sugeruje lata 1225-1230 jako czas, w którym Guillaume pracował nad swoim wierszem. 
Według Gerta Pinkernella, językoznawcy i literaturoznawcy, szczególne osiągnięcie Guillaume polegało na umiejętnym połączeniu trzech elementów, które były obecne w literaturze średniowiecznej, ale nie były powszechne: forma narracji z perspektywy pierwszej osoby, wykorzystanie alegorycznych postaci jako bohaterów i przedstawienie całej powieści w formie relacji ze snu. O mistrzostwie Guillaume'a świadczy również jego wrażliwe i wnikliwe ukazanie psychologii staniu zakochania. Ukazał wizję średniowiecznej miłości - ideał miłości dworskiej (fr. amour courtois), zaś forma przekazu cieszyła się popularnością aż do renesansu. 